# Ceratophora aspera
Ceratophora aspera — представник роду Агами рогаті з родини Агамових. Інша назва «груба рогата агама».

## Опис
Загальна довжина 16 см. Щитки на верхній частині голови розташовані нерівномірно. Луска кілевата, потилиця з симетричними горбиками. Спинна луска сильно кілевата, перемішані з більш великою. Кінцівки розвинені, задні кінцівки доходять до потилиці. Немає потиличного гребеня, спинний гребінь слабко розвинений. Тулуб циліндричний, стрункий, витягнутий, вкритий дрібною, сильно кілеватою лускою із загостреними горбиками.
Забарвлення коливається від темно-коричневого до цегляно-червоний з світлішим та темним візерунком або поздовжніми лініями. В області хрестців є ромбічного слід, самці часто з великою білою плямою через горло, білими плямами на кінцівках.

## Спосіб життя
Полюбляє передгір'я та гірську місцину. більшу частину життя проводить на землі. Це повільна тварина. Ховається серед опалого листя.
Це яйцекладна ящірка. Самиця відкладає 2 яйця.

## Розповсюдження
Це ендемік о. Шрі-Ланка. Мешкає на півдні острова.